# Billy Madison
Billy Madison je americká filmová komedie z roku 1995. Natočila jej režisérka Tamra Davis podle scénáře Adama Sandlera a Tima Herlihyho. Sandler ve filmu rovněž hrál hlavní roli, dále se v něm představili například Josh Mostel, Bradley Whitford, Bridgette Wilson a Steve Buscemi. Autorem originální hudby je Randy Edelman, dále zde byly použity písně například od kapel Ramones, Electric Light Orchestra a Culture Club. Snímek se dočkal negativního příjetí od kritiků.